# Caragana brachypoda
Caragana brachypoda är en ärtväxtart som beskrevs av Antonina Ivanovna Pojarkova. Caragana brachypoda ingår i släktet karaganer, och familjen ärtväxter. Inga underarter finns listade i Catalogue of Life.